# Klein Seminarie (Hoogstraten)
Het Klein Seminarie is een katholieke school voor zowel kleuter- als lager en secundair onderwijs in de Belgische stad Hoogstraten.

## Geschiedenis
De school werd opgericht in 1834 door toenmalig pastoor Cauwenbergh als Aartsbisschoppelijk College, van bij aanvang met een verplicht internaat, en enkel voor jongens. Hiervoor werden de gebouwen van het voormalig clarissenklooster gekocht en afgebroken. In 1837 werd het college omgevormd tot Eerste afdeling van het Aartsbisschoppelijk Seminarie door aartsbisschop Sterckx, en kreeg de school ook de naam Klein Seminarie van Hoogstraten, tot in de jaren 1950 ook bijgenaamd het Kempisch "pastoorsfabriekske". Dit kwam omdat een van de missies van de school het wekken en ontwikkelen was van priesterroepingen. De school werd zo veel mogelijk eenvormig gemaakt met het Klein Seminarie van Mechelen.
In 1959, de school en het internaat waren 125 jaar oud, werden voor het eerste externe leerlingen toegelaten, jongens die niet in het internaat verbleven. In 1960 werd meer studiedifferentiatie mogelijk gemaakt door de invoering naast de oorspronkelijke Latijn-Griekse opleiding van een Moderne Humaniora, zonder de klassieke talen in het leerpakket. Die differentiatie ging verder met in 1965 Latijn-Wiskunde, Latijn-Wetenschappen, Wetenschappelijke A en Wetenschappelijke B, in 1970 een Economische afdeling en in 1979 een aan de school verbonden, maar destijds niet in het gebouw van het Seminarie georganiseerde Handelsafdeling. De handelsafdeling was van bij aanvang ook gemengd, waarmee de eerste meisjes lessen konden volgen, wat ze vanaf 1982 ook in de andere afdelingen van het Klein Seminarie konden. Sinds 2005 heeft de school een afdeling Humane Wetenschappen. Later kwamen er ook de richtingen STEM+, Sport+ en Wetenschappen-Sport bij.
Sinds 1999 maakt de school deel uit van de scholengemeenschap Markdal-Hoogstraten waar ook het Instituut Spijker, het Vrij Instituut voor Technisch Onderwijs en het Vrij Technisch Instituut Spijker deel van uitmaken. In 2014 trad ook BUSO Berkenbeek uit Wuustwezel toe en wijzigde de naam in Scholengemeenschap Markdal.

## (Oud-) directeurs, leerkrachten en leerlingen

### (Voormalige) directeurs
- 1953 - 1959: Jozef Fleerackers
- 1959 - 1967: Jozef Smets
- 1967 - 1977: Frans Verwimp
- 1977 - 1984: Jozef Lievens
- 1985 - 1996: Raf Peeters
- 1996 - 2006: Jan Aerts
- 2007 - 2015: Michel De Laet
- 2015 - 2021: Manu Van Oevelen
- 2021 - heden: Joeri Van Gils

### Bekende oud-leerlingen
- Pieter-Jozef Sencie (1856-1941), hoogleraar en pionier van de vernederlandsing van KU Leuven
- Jan Frans Heymans (1859-1932), medicus en rector Universiteit Gent
- Désiré Abbeloos (1871-1900), scheutist en martelaar in China
- Jozef De Voght (1877-1956), schrijver
- Theodoor Van Tichelen (1877-1945), schrijver
- Frans Van Cauwelaert (1880-1961), Antwerps burgemeester, medeoprichter van de krant De Standaard en minister
- Alfred Ost (1884-1945), kunstschilder
- August Van Cauwelaert (1885-1945), dichter
- Jozef Simons (1888-1948), schrijver
- Floris van der Mueren (1890-1966), musicoloog en hoogleraar Universiteit Gent
- Honoré Van Waeyenbergh (1891-1971), bisschop en rector KU Leuven
- Victor Servranckx (1897-1965), kunstenaar
- Gerard Walschap (1898-1989), schrijver
- Ast Fonteyne (1906-1991), taalpedagoog
- Willy Peremans (1907-1968), historicus en hoogleraar KU Leuven
- Aster Berkhof (1920-2020), schrijver
- Louis Verhaegen (1925-1989), fysicus, hoogleraar KU Leuven, rector Universiteit Hasselt
- Renaat Peeters (1925-1999), volksvertegenwoordiger
- Senne Rouffaer (1925-2006), acteur
- Louis Fransen (1928-2010), monumentaal kunstenaar van Hoogstraten tot Japan
- Gaston Geens (1931-2002), volksvertegenwoordiger en eerste Vlaamse minister-president
- Herman Suykerbuyk (1934), volksvertegenwoordiger
- Fons Fraeters (1936-2009), promotor van de Nederlandse taal, presentator van 'Hier spreekt men Nederlands'
- Cas Goossens (1937), radio- en televisiejournalist en administrateur-generaal van BRTN

- Theo Rombouts (1941-2025), voorzitter ACW
- Zjef Vanuytsel (1945-2015), zanger
- Jos Ansoms (1947), volksvertegenwoordiger
- Guy Tegenbos (1949), journalist
- Jan Bosmans (1955), arts, medisch publicist en Canvascrack
- Frank Sommen (1956-2023), wiskundige en hoogleraar Universiteit Gent
- Patrick Van Gompel (1957), journalist
- Ivo Van Hove (1958), regisseur
- Eric Vanhaute (1959), historicus en hoogleraar Universiteit Gent
- Bert Anciaux (1959), volksvertegenwoordiger en minister
- Paul Stoffels (1962), medicus en chief scientific officer van Johnson & Johnson
- Lieven Van Gils (1964), journalist en presentator
- Frank Wilrycx (1965), volksvertegenwoordiger
- Jan Van den Bulck (1965), mediapsycholoog, professor University of Michigan
- Toon Horsten (1969), schrijver en journalist
- Gert Verheyen (1970), voetballer en voetbalanalist
- Jan Van Bavel (1971), socioloog en hoogleraar KU Leuven
- Jeroen Overstijns (1972), chief executive officer van Standaard Uitgeverij
- Paul Van Tigchelt (1973), topman van OCAD, minister
- Maarten Goos (1975), econoom, hoogleraar Universiteit Utrecht
- Ben Sprangers (1976), nefroloog, hoofddocent KU Leuven
- Steven De Haes (1978), handelsingenieur, hoogleraar, decaan Antwerp Management School - Universiteit Antwerpen
- Ellen Boeren (1980), professor pedagogische wetenschappen Universiteit Glasgow
- Marten Van Riel (1992), triatleet, 4de plaats OS Tokio 2021

## Historisch patrimonium
Binnen het historisch erfgoed van de school zijn buiten de architectuur van de gebouwen nog diverse kunstwerken opgenomen. De meerderheid van deze werken is vervaardigd door voormalige studenten of docenten. Onder de opmerkelijke stukken bevinden zich houtskooltekeningen van de kunstenaar Remi Lens, waarop portretten van Jeroom Van Aertselaer en Lodewijk de Koninck te zien zijn. Daarnaast prijkt er 'Musicerende jongeren', een imposant bas-reliëf van Louis Fransen, in een doorgang richting het schoolplein. Verder omvat het artistieke ensemble het glas-in-loodraam 'De Jordaan', ontworpen door glazenier Jan Huet, dat een tafereel uitbeeldt van de doop van Jezus door Johannes de Doper in de Jordaan. Op de gevel van de school is tevens het vier meter hoge beeld 'Mater Dei' van Jef Jacobs te bewonderen. Dit beeld werd geschonken door de inwoners van Hoogstraten als erkenning voor het gebruik van de school als schuilkelder tijdens de oorlogsjaren. Bovendien herbergt de school een 15e-eeuws beeld van Sint-Anna, vervaardigd door een onbekende kunstenaar, hoogstwaarschijnlijk een overblijfsel uit het voormalig clarissenklooster dat op de plaats van het Klein-Seminarie stond en in 1835 afgebroken werd. Sint-Anna, de grootmoeder van Jezus langs Maria's zijde, speelde een belangrijke rol in het spirituele leven van de clarissen. Volgens de overlevering zou deze heilige in 1408 verschenen zijn aan zuster Coleta, die hiervoor in 1807 heilig werd verklaard. 